# 短距起飞阻拦回收

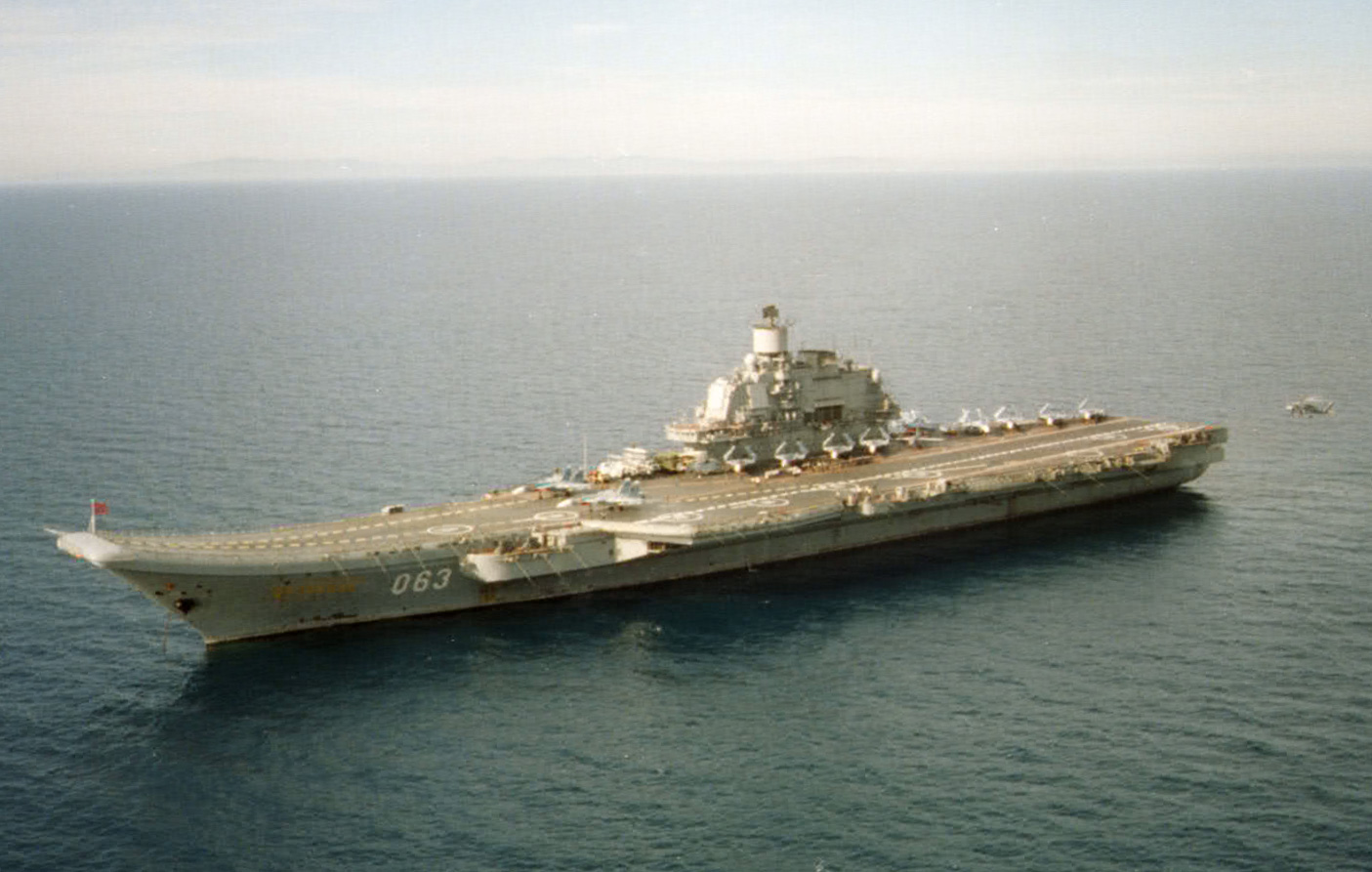
俄罗斯海军航空母舰库兹涅佐夫海军元帅号是一型装备有滑跃式起飞甲板的短距起降阻拦回收系统航空母舰

短距起降阻拦回收方式（英語：Short Take-Off But Arrested Recovery, STOBAR）是航空母舰上一种用于飞行器发射与回收的方式，俗称“滑跃起飞”。此系统结合了“短距起飞垂直降落”与“弹射起飞阻拦回收”两种方式的特点，使用舰载机自身动力，借助滑跃式甲板完成起飞动作，并使用拦阻索辅助舰载机降落。截止2021年，中国、俄罗斯与印度的现役航母使用此系统。

## 优势
与弹射辅助起飞拦阻回收的方式相比，滑跃起飞建造维护费用低廉省空間，无需在飞行甲板下布设弹射器相关系统（如蒸汽弹射需要的高压储罐、管路或电磁弹射需要的飛輪儲能設備等）；此外，弹射起飞方式需要更多的甲板操作人员维护、調整弹射器，辅助舰载机起飞。
与垂直起降方案相比，滑跃起飞的舰载机航程远或载重大，且对载机类型无严格限制，无需装备昂贵复杂的垂直起降战斗机。

## 劣势
滑跃起飞要求舰载机推重比较高，因此限制了舰载机类型。预警机等重型或涡扇/螺旋桨动力飞机无法在滑跃方案的航空母舰上起飞；一些文章指出，即使是苏-33、米格-29K、歼-15等专业舰载机也无法在满挂载或满油箱情况下起飞。
与弹射器方案对比，滑跃起飞方案的舰载机出动效率会受到载舰影响：在战斗状态下放飞舰载机时，载舰必须维持20~30节的航速来为舰载机提供起飞所需的甲板风。这会在一定程度上影响航母的机动性。

## 採用或支持STOBAR模式的舰载机列表
- 苏霍伊设计局苏-33战斗机：由苏-27系列战斗机发展而来，装备俄罗斯海军。
- 苏霍伊设计局蘇-25UTG教練機：装备俄罗斯海军，目前已退役。
- 米高扬设计局米格-29K战斗机：装备印度、俄罗斯海军。
- 沈阳飞机制造厂歼-15战斗机：中国依照T-10K-3（Su-33原型機）设计，自主研发生产的舰载机，目前在人民解放军海军辽宁、山东号航空母舰上服役。[8]
- 達索航太飆風M戰鬥機：2022年1月10日，一架法國海軍飆風M在印度果阿邦艦載機基地進行了滑躍式起飛演示，以向印度海軍多用途艦載機競標項目（MRCBF）展示本為彈射起飛而設計的飆風M對滑跳甲板的兼容性
- 波音F/A-18E/F戰鬥機：F/A-18E已在美國馬里蘭州帕圖森河海軍航空站進行了滑躍式起飛測試，未來將前往印度果阿邦艦載機基地為印度海軍多用途艦載機競標項目（MRCBF）進行展示。
- 印度斯坦公司光辉战斗机：光辉共开发两种海军变种机型，名为NP-1的原型机目前已在试飞。[9][10][11]

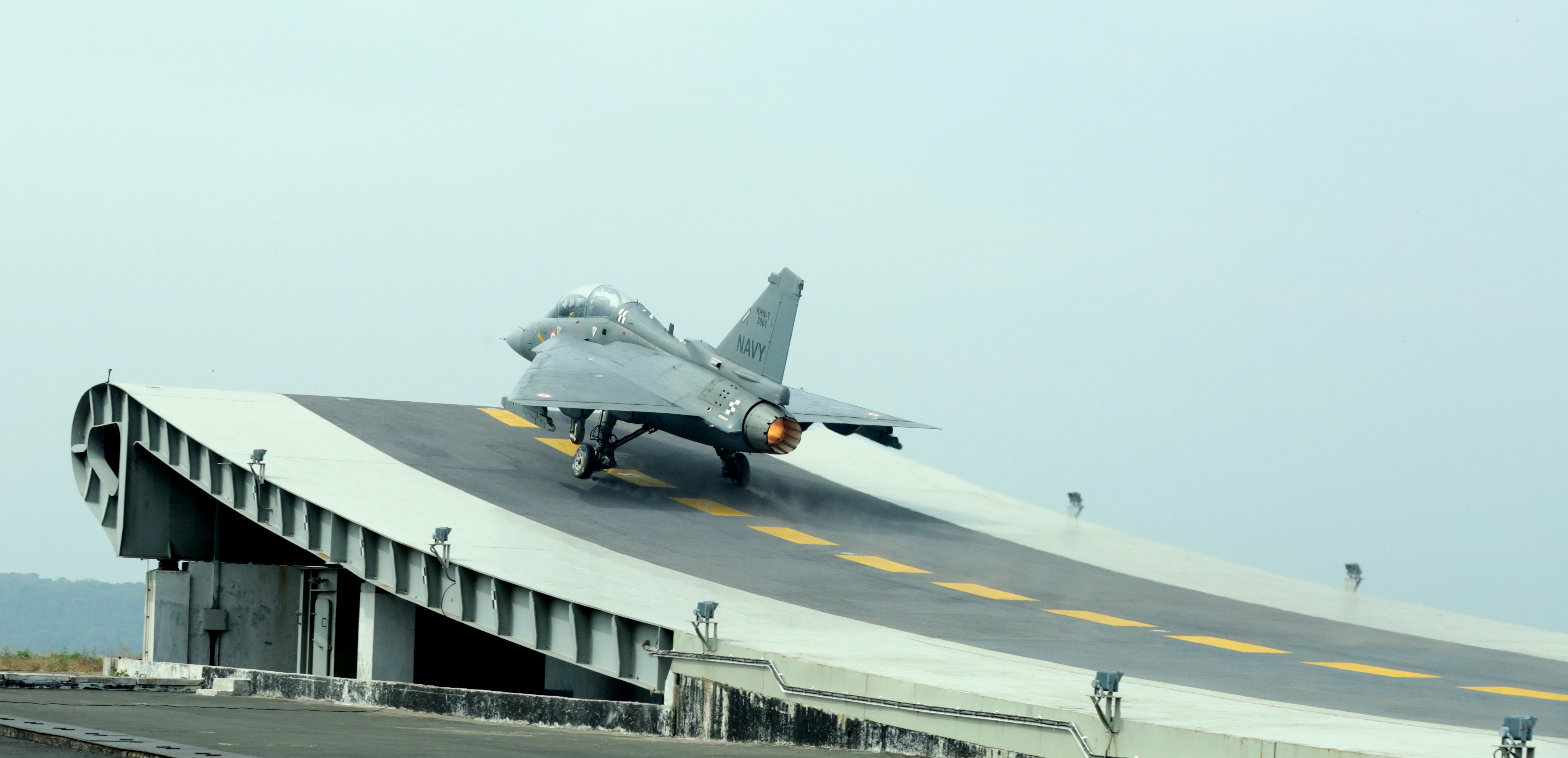
印度光辉战斗机航母起降测试

## 採用STOBAR模式的艦船

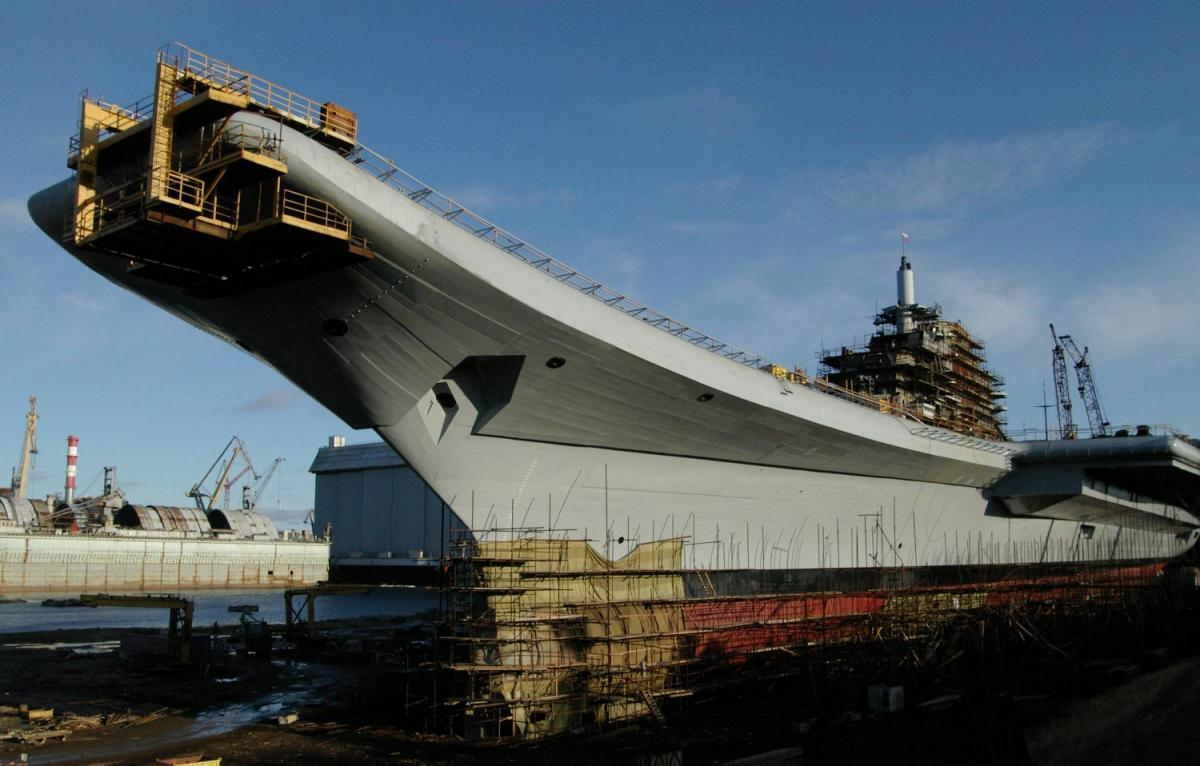
正在俄羅斯北德文斯克為印度海軍改裝滑跳甲板時的戈爾什科夫蘇聯海軍元帥號航空母艦

- 俄羅斯
  - 庫茲涅佐夫蘇聯海軍元帥號航空母艦
- 中国
  - 山東號航空母艦
  - 辽宁号航空母艦
- 印度
  - 維克蘭特號航空母艦 (IAC-I)
  - 超日王號航空母艦